# ULTRAMAN：崛起
《ULTRAMAN：崛起》（英語：ULTRAMAN RISING）是一部於2024年上映的美國科幻超級英雄电脑动画電影，由夏儂·廷德爾、約翰·青島執導。改編自日本影視公司圓谷製作的特攝系列《超人力霸王系列》，該片由光影魔幻工業及圓谷製作共同製作，Netflix發行。電影的英語配音員陣容包括克里斯多佛·肖恩、傑德·渡邊、富田譚玲、茱莉亞·哈里曼和奇恩·杨等人，日語配音版則由山田裕貴、小日向文世和早見朱莉主導。講述一名明星運動員被迫回家接手父親的「超人力霸王」身分，化身傳說中的英雄，阻止巨大怪獸破壞東京的故事。
該電影的概念計畫最初於2001年提出，並在2018年經過與Netflix和圓谷製作的協調後，正式開始初步製作。首批製作消息於2021年公布，電影將於2024年6月14日在Netflix上全球首播。這部電影獲得媒體與影評界的普遍正面評價，主流的正面輿論讚揚電影對於探討的家庭情感描寫、角色和視覺動畫表現。

## 劇情大綱
當東京受到不斷增加的怪獸襲擊的威脅，佐藤健在做為棒球明星的同時，也是守護地球的超級英雄「超人力霸王」。而歸國執行超人力霸王義務的他卻被賦予命令，也就是養育死敵的怪獸之子。做為新手父親的他則一邊奮鬥一邊重新審視自己，並且在面對激進派的怪獸防衛軍崛起及疏遠的父親時，尋找作為「超人力霸王」的真正涵義。
故事起始於30年前，超人力霸王是一名守護地球的超級英雄。他在人間的身份「佐藤」與惠美子結婚後，兩人生下了兒子健二。然而，佐藤因為需要獨自留在日本對抗怪獸。只好將妻兒送往洛杉磯生活。由於便此未能盡到父親的責任，這使得建長期對父親心生怨恨。
20年後，健二以藝名「佐藤建」成為了實力超前且自負的棒球明星，儘管他參與的道奇隊即將贏得冠軍，但他卻突然返回故鄉加入了讀賣巨人隊。一名體育運動記者亞美將他的回歸，歸因於傳聞中『未了的家務事』，但實際上，健返回日本是為了履行他不情願地從父親那裡繼承的職責：以『超人力霸王』的身份對抗怪獸。在與怪獸內隆剛的戰鬥後，由於市民的抱怨，健感到自己不被眾人重視。並發洩說自己從來不想成為超人力霸王，並回憶起近期失蹤的母親惠美子。
另一方面，對超人力霸王和怪獸心懷怨恨的怪獸防衛軍（KDF）負責人穩田博士，監視著一個從太平洋運送秘密包裹的運輸隊。然而，運輸隊在到達東京後，遭到翼鳥怪獸「吉岡特隆」的追擊而墜毀在東京巨蛋。當時進行首度比賽的建被迫放棄比賽，變身成超人力霸王與怪獸戰鬥。在KDF的追擊下，雙方遭到了導彈擊中而墜落至東京灣，吉岡特隆失去意識倒在包裹上，而建在檢查包裹後，卻發現裡頭竟是一顆蛋。很快，一個幼年吉岡特隆當場孵化出來，迫使超人力霸王KDF將其殺死之前將她帶走。
幼獸將健視為她的父母。在人工智慧助理米娜的幫助下，健不情願地撫養這隻幼獸。由於與父親關係疏遠，健不願接受他的幫助，並在職業生涯和育兒責任之間掙扎。他向已為人母的亞美尋求協助，詢問她如何面對育兒問題。亞美承認這並不容易，但育兒過程可能會充滿回報和意外驚喜。隨著時間的推移，健情感上逐漸接受了幼獸的存在，並教她打棒球。然而，有一天晚上，由於幼獸逃跑並在東京街區亂跑，健不得不中斷與亞美的採訪。穩田透過監視畫面認出幼獸正是KDF失去的重要資產，並搭乘噴射機前往幼獸所在的東京鐵塔，要求趕到現場的超人力霸王/健將她交出。超人力霸王拒絕了，但幼獸被KDF射擊了麻醉劑而從鐵塔墜落。健在試圖拯救幼獸時不小心傷到了他的右臂。他帶著幼獸返回基地，並聯繫了父親尋求幫助。佐藤最終成功治癒了幼獸，並幫助健撫養這隻以健的母親命名的幼獸「埃米」。
穩田向KDF隊長青島透露了利用埃米的回声定位找尋未知的「怪獸島」並消滅所有怪獸的計劃。他將此解釋為保護人類的手段，因為他的家人在過去的一次怪獸事件中喪生。在家庭小屋中，健和佐藤重新和解，健理解了父親過去作為超人力霸王戰鬥的雙重身分所面臨的掙扎。然而，當KDF找到並攻擊他們時，埃米進入了蛹階段，佐藤在此過程中受傷。健將父親送回家中的治療艙，但埃米則從她的繭中孵化出來，如今長著一雙翅膀的她，聽到了東京灣對岸母親的呼喚聲後，並朝著那裡飛去。
KDF很快就鎖定了目標位置，使用導彈襲擊了健的家當場摧毀了米娜。佐藤的治療艙也因此失蹤。憤怒的健決定拯救埃米，並在海灣中央遇到了被KDF機械化的機械吉岡特隆。雙方展開攻擊，但當健注意到金屬下面有肉體時，他停了下來，意識到這不是機器，而是仍然活著的吉岡特隆。由於能量耗盡，健變回了人形而墜入海中，但及時被父親所變成的巨人形態「超人爸爸」所救。埃米也成功打破了KDF對吉岡特隆的控制。穩田將KDF的飛行器「毀滅者」變成巨型機甲，與兩位戰士和怪獸展開戰鬥，並指責超人爸爸該為其家人的死負責。最終，超人父子合力發出斯佩修姆光線擊敗了毀滅者，但這導致穩田啟動機器人的自毀序列。健決定犧牲自己，形成屏障圍繞著他和機器人，成功在爆炸前保護了東京灣。
一段時間後，亞美採訪了儘管肩膀受傷但倖存下來的健。亞美注意到健最近變得成熟了，健將其歸因於他的家庭。他分享了母親留下的語音郵件，表達了她希望健與父親和解，並且他們作為父母的決定都是出於愛的準備。最終，健和佐藤在埃米和吉岡特隆的幫助下成功找到了怪獸島。
在片尾彩蛋中，惠美子聯繫建尋求幫助，揭示她被困在「M78星雲」上。

## 登場角色
佐藤建（Ken Sato）
配音：克里斯多佛·肖恩（英語）、山田裕貴（日語）
本作主角，美國棒球界的明星球員，一名自負、傲慢的野心家。本名為「健二」（Kenji）。
自幼在美國長大，並作為大聯盟洛杉磯道奇隊的王牌棒球員而活躍，但在故事中卻突然返回了日本，為讀賣巨人隊效力。
在繼承父親的力量後，他獲得秘密地變身為超人力霸王的能力，並努力與怪獸戰鬥著。 然而，他與幼時天各一方的父親實質有著不和的裂痕。在故事中，他將立即面臨著意想不到的情況。
佐藤教授（Professor Sato）
配音：傑德·渡邊（英語）、小日向文世（日語）
建的父親，世界屈指可數的怪獸專家。其為人低調，態度溫和、個性沉穩，盼望著人類與怪獸的和諧，本名為「凪生」（Hayao）。
作為首位超人力霸王『超人爸爸』的人間體，他在過去試圖在父母的角色和作為超級英雄的職責之間找到平衡，但未盡到其責任而與妻兒關係疏遠。在妻子失蹤、衰老及腿傷的因素下，他希望能夠重新取得與兒子的聯繫。
脇田亞美（Ami Wakita）
配音：茱莉亞·哈里曼（英語）、早見朱莉（日語）
追蹤建動向的新聞工作者兼體育記者。是名非常自信、優秀，堅韌不拔的強人，並不遺餘力逼近建的回國理由和動機的真相。
實際上，她一邊努力工作，一邊養育著獨生女千穗。隨著故事的進行，他與建逐漸加深了關係。
佐藤惠美子（Emiko Sato）
配音：富田譚玲
建的母親，怪獸防衛軍（KDF）的創辦人，她非常關心她的家庭，並試圖修復導致家庭破裂的緊張關係。
在日本的怪獸災害頻發後，他毅然帶著建前往美國居住，但在故事不久前的一場怪獸災害中失蹤。
米娜
配音：富田譚玲（英語）、恒松步（日語）
建的私人超級電腦。他會為了建會做任何事，其語音採用惠美子為原型。
穩田博士（Dr. Onda）
配音：奇恩·杨（英語）、立木文彦（日語）
以根除怪獸威脅為目的的準軍事組織怪獸防衛軍（KDF）的長官，一名性格冷酷的博士。他命令部下抓捕埃米作為研究對象。
奶奶
配音：丸山·凱倫 / 樱井浩子（日本）
亞美的母親，與亞美與其孫子居住在一起。
青島隊長（Captain Aoshima）
配音：李·修迪頓 / 青柳尊哉（日本）
怪獸防衛軍（KDF）所屬的成員，也是穩田的助手。

## 配音員
| 角色                   | 英語            | 日語       | 中文   |
| ---------------------- | --------------- | ---------- | ------ |
| 佐藤建（Ken Sato）             | 克里斯多佛·肖恩 | 山田裕貴   | 賴緯   |
| 佐藤教授（Professor Sato）           | 傑德·渡邊       | 小日向文世 | 陳幼文 |
| 脇田亞美（Ami Wakita）           | 茱莉亞·哈里曼   | 早見朱莉   | 吳佳樺 |
| 佐藤惠美子（Emiko Sato）         | 富田譚玲        | 恒松步     | 張乃文 |
| 米娜（）               | 富田譚玲        | 恒松步     | 張乃文 |
| 穩田博士（Dr. Onda）           | 奇恩·杨         | 立木文彦   | 夏治世 |
| 小時候的建（健二）（） | 中村廣          |            |        |
| 伊藤（）               | 弗朗索瓦·周     |            |        |
| 久保（）               | 羅伯特·雅蘇穆拉 |            | 喬資淯 |
| 志村教練（Coach Shimura）           | 阿特·巴特勒     | 楠大典     | 張至超 |
| 奶奶（）               | 丸山·凱倫       | 樱井浩子   | 龍顯蕙 |
| 脇田千穗（Chiho Wakita）           | 米拉·奧馬利     |            | 馬至慧 |
| 東京養樂多燕子棒球捕手 | 喬納森·歐伊     |            |        |
| KDF飛行員              | 趙增瑋          |            |        |
| KDF飛行控制員          | 布雷特·馬內爾   |            |        |
| 裁判員                 | 茱莉亞·凱托     |            |        |
| 穩田夫人（Mrs. Onda）           | 布莉特妮·石橋   |            |        |
| 穩田亞希子（Akiko Onda）         | 維若妮卡·蕾克   |            |        |
| 青島隊長（Captain Aoshima）           | 李·修迪頓       | 青柳尊哉   | 張立昂 |
| 奧利（）               | 強納森·葛洛夫   |            |        |

## 登場超人力霸王、怪獸
- 超人力霸王（Ultraman））

本作中由建變身的登場的銀色巨人，從怪獸手中保護日本的超級英雄。具有相當細長、苗條的身型，其身體的圖案和形狀與初代超人力霸王相似。
沒有出現任何變身物品，建則是透過被光線包圍，以此改變了自己的外表。似乎與怪獸防衛隊（KDF）的關係複雜。
身高：41公尺
體重：3萬5千噸
- 吉剛特隆（Gigantron）

本作登場的原創怪獸，具有巨大雙翼的龍系怪獸。具有毀滅一個城市的能力，被譽為「怪獸的女王」。
身高：41公尺
體重：5萬5千噸
- 埃米（Emi）

本作登場的原創怪獸，從吉剛特隆的蛋中生出來的嬰兒怪獸。一見到超人力霸王便誤認為是她的父母，並開始親近他。其性格就像典型的人類嬰兒一樣任性、難以照料。但她也對所有的事物感到好奇，隨著每一種新的心情，她都會閃爍出不同的顏色來反映她的情緒。
就像所有嬰兒一樣，她擁有令人難以置信的潛力，但與建築物相比仍顯得巨大。如果發起脾氣來，將可能會為城市帶來巨大的損失。佐藤教授以建的母親的名字命名他。而這也可能是解決人類與怪獸之間衝突的關鍵。
身高：8公尺
體重：1萬2千噸
- 貝姆拉（Bemular）

能從嘴裡噴出神秘藍色射線的怪獸。初次登場於1966年《超人力霸王》第1話。
- 內隆剛（Neronga）

能夠透過將兩根觸角與鼻尖上的角結合起來，產生火花並發射電擊的怪獸，初次登場於1966年《超人力霸王》第3話。
身高：30公尺
體重：4萬噸

## 製作
該電影的首支製作消息於2021年5月公布，导演夏儂·廷德爾過去曾參與過動畫影集《親親麻吉》的角色設計，及萊卡動畫電影《酷寶：魔弦傳說》的編劇工作，這次則是他首次擔當動畫導演後的首部電影。曾參與動畫影集《降世神通：最後的氣宗》、《神秘小鎮大冒險》的動畫師約翰·青島則擔當共同導演的工作。在編劇方面，廷德爾則是和過去製作《酷寶：魔弦傳說》時曾合作過的馬克·海姆斯（Marc Haimes）共同撰寫。
日本方面，該項目是繼海外影集《超人力霸王葛雷》、《超人力霸王帕瓦德》播畢28年後，在圓谷許可後首部合法授權製作的海外作品，同時也是繼《超人力霸王USA》後，第二部由美國參與製作的超人力霸王電影。則這是繼動畫影集《ULTRAMAN》之後在Netflix上發行的第二部系列作品。

### 發展
這部電影的前身最初是由廷德爾於2001年提出的原創動畫電影《日本製造》（Made in Japan），講述一名超級英雄「伽馬人」撫養怪獸寶寶的故事，該提案登場的英雄外型起初更加接近超級戰隊風格，而後則更改成受到初代超人力霸王啟發的角色。在2000年代於《親親麻吉》擔任角色設計師之前，廷德爾曾對此項目繪製概念設計圖及劇情大綱，並交由卡通频道工作室提議劇本。然而該項目最後並未准許製作。
2016年至2018年期間，廷德爾在索尼動畫電影公司進一步發展《日本製造》項目，當時的劇情將追隨「一位億萬富翁在接管他昔日敵人的孤兒時，被迫成熟成人的故事。」展開，該項目後在2018年取消，廷德爾在離開索尼加入Netflix動畫，並與索尼動畫導演彼得·拉姆齊一同製作混合真人動畫系列《迷失的奧利》。Netflix後詢問他是否願意將該概念改編以「超人力霸王」為主題的電影。」，隨後，《日本製造》的概念經重構築為《超人力霸王》，約翰·青島被指定擔任該項目的聯合導演，他最初作為故事主管參與了該項目的開發。
2023年4月，Netflix在其2023-24年動畫上映計劃公佈中公布《超人力霸王》於2024年上映。廷德爾此後澄清，這部電影的上映日期為2024年夏季。
2023年7月，《超人力霸王》的動畫製作正式完成，並將進行後期製作處理。據廷德爾表示，雖然將會有現有觀眾喜愛的彩蛋，但「主要目標是創造每個人都能產生共鳴的作品」。除了1966年日本特攝劇《超人力霸王》本身，電影的靈感來自於「日本漫画、東寶1950年至1960年代出品電影、《哥斯拉系列》、2011年電影《魔球》、1979年電影《克拉瑪對克拉瑪》等元素」。 作為主題，父母的角色將貫穿始終，描繪「有時關於父母和子女之間錯綜複雜的關係」。同時也透露了可能的續集。2023年10月，片名變更為《ULTRAMAN：崛起》，並預定將在11月由Netflix主辦的非常癮迷週公布首支預告及主要配音員。並預定將在11月底的圓谷大會發佈更多資訊，廷德爾、青島和山田裕貴將作為主來賓參與活動。
2024年，電影的藝術概念書籍《ULTRAMAN：崛起的藝術與製作》由德魯·泰勒（Drew Taylor）撰寫，泰坦書籍出版，於2024年12月上市。

### 製作人員
- 導演：夏儂·廷德爾、約翰·青島
- 製片：湯姆·諾特、麗莎·普爾、西沃恩·康頓、阿倫·康明斯、史特凡·德魯裡、娜塔莉·勒貝爾、南谷圭、肖恩·墨菲、隱田雅浩、蘇希特·薩哈、塚越隆之
- 編劇：夏儂·廷德爾、馬克·海姆斯
- 美術總監 - 孫旼音（Sunmin Inn）
- 預視視覺指導 - 大衛·菲格里奧拉（David Figliola）
- 故事主管和故事板藝術家 - 小賀理恵（Rie Koga）
- 角色美術指導 - 村山桂子（Keiko Murayama）
- 預視視覺效果藝術家 - 馬克·安東尼·奧斯汀（Mark Anthony Austin）
- 生物特效藝術家 - 石蜜雪（Michelle Shi）
- ILM合成藝術家 - 提姆·亞當斯（Tim Adams）
- ILM生物建模師 - 維尼修斯·法韋羅（Vinicius Favero）
- ILM視覺效果監督 - 海登·瓊斯（Hayden Jones）
- ILM動畫監製 - 馬修·維格（Mathieu Vig）
- ILM視覺效果製片人 - 肖恩·M·墨菲（Sean M. Murphy）
- ILM執行視覺效果製片人 - 斯特凡·德魯里（Stefan Drury）
- ILM初級動作捕捉技術總監 - 吉米·H·杜（Jimmy Hieu Do）
- ILM首席動畫師 - 莫曼蒂（Mandy Mok）
- ILM序列主管/高級燈光藝術家 - 朱利安·拉斯布雷茲（Julien Lasbleiz）
- 視覺開發藝術家 - 富永美奈子（Minako Tomigahara）
- 製作協調員 - 克里斯蒂娜·法布拉（Cristina Fabular）
- 音樂 - 斯科特·布萊克威爾·斯塔福德（Scot Blackwell Stafford）
- 製片商：圓谷製作、光影魔幻工業
- 發行：Netflix

### 美術
該電影的角色設計受到了多部日本動畫和特攝作品的啟發，包括超人力霸王的「纖細」形象設計，實質上是受到松本零士的作品以及《新世紀福音戰士》的主要靈感影響。考慮到電影是以動畫形式製作，這意味著超人力霸王的動作不再局限於真人特攝的描繪，而是可以通過動畫的獨特方式突破界限。電影中的超人力霸王設計並未考慮過「截然不同」的風格。相反，導演夏儂評論說：「選擇經典的紅銀配色方案是因為這是我最喜歡的，而且它喚起了一種熟悉感。」考慮到超人力霸王在西方市場仍是小眾角色，這種經典設計甚至讓不熟悉該角色的西方觀眾也能認出其特徵。
埃米的設計則受到東寶製作的1973年特攝兒童節目《什么都想要的塔可拉》為啟發。，巨獸的形象則受到了《哥斯拉系列》系列登場的怪獸王者基多拉為靈感。
在塑造主角佐藤建時，其角色設計參考了日本演員三船敏郎的形象，尤其是三船在1947年參演的日本電影《銀嶺的盡頭》的角色江島的影響，特別在髮型方面，其性格則是以日本導演黑澤明1954年執導電影《七武士》的島田勘兵衛為靈感。建的棒球選手身份參考了野茂英雄的經歷。另外，怪獸防衛隊（KDF）的服裝設計以1966年電視劇登場的防衛隊「科學特搜隊」（SSSP）的服裝為原型。之所以選擇內隆加作為登場怪獸，也是因為它是原始電視劇中最早出現的地球怪獸。貝慕拉則取自原始系列中，其為第一隻與超人力霸王戰鬥的怪獸。
該電影也融入了多部以超人力霸王系列登場的超人力霸王、怪獸、防衛隊、宇宙人等元素作為背景彩蛋。同時也包括了圓谷製作營運的怪獸酒吧等細節。

## 音樂
本電影的音樂由斯科特·布萊克威爾·斯塔福德（Scot Blackwell Stafford）擔任，他此前曾與夏儂合作，為《迷失的奧利》製作背景音樂。斯塔福德根據夏儂的概念，將管弦樂與1970年代末和80年代初的電子遊戲機晶片音樂相結合，創作了本次的配樂。並使用改造成合成器的任天堂娛樂系統和康懋達64來調整音樂。
在創作埃米主題的音樂時，斯塔福德採用了VOCALOID，特別是使用了初音未來的語音來定調音樂風格。背景音樂錄製部分，斯塔福德與美國前衛搖滾樂隊Polyphia的成員提姆·亨森（Tim Henson）合作錄製電吉他段落。
美國音樂製作人迪波洛、奧利佛樹和艾麗西亞·克雷蒂（Alicia Creti）為電影提供了原創歌曲。

### 主題曲
No Better
演唱：艾麗西亞·克雷蒂（Alicia Creti）

## 發行
2023年4月，Netflix表示這部電影將於2024年上架，作為其平台2023-24年上架動畫作品的一部分。隨後，廷德爾表示這部電影預計上映的日期為2024年夏季。，2024年1月，確認該電影將於2024年6月14日上映。
2023年6月12日，万代南梦宫控股獲得了超人力霸王系列IP的主玩具許可，這將導致即將推出的系列包括可動人偶、角色扮演物品、玩具套裝和毛絨玩具，可供北美洲零售商使用。該系列還將包括受本作電影啟發的產品。其周邊商品亦與同年播映的日本電視劇《超人力霸王ARC》於2024年7月發售。
2024年4月22日，Netflix宣布《ULTRAMAN：崛起》將在6月12日於安錫國際動畫影展全球首映。廷德爾、青島、美術總監孫旼音和ILM視覺特效總監海登·瓊斯將參加6月13日的製作會議，討論電影的幕後製作。
2024年5月17日，電影公布其正式預告、以及日文配音版的演員名單。
該電影於2024年6月1日在洛杉磯舉行了特別放映，當月晚些時候，宣布將在美國和加拿大的部分城市進行有限影院上映。在日本，日文配音版的特別放映定於6月16日在東京舉行。

## 評價
《ULTRAMAN：崛起》在初步的西方媒體試映中獲得良好的評價，根據爛蕃茄上收集的49篇評論文章，「新鮮度」為86%、觀眾滿意度為92%； Metacritic根據9名影評人的評分，採用加權平均分，給這部電影打出了66分（滿分100分），表明評價「總體良好」。
其中《国际银幕》的蒂姆·格里爾森（Tim Grierson）表示，該電影「是一首對共存的讚歌。無論戰鬥場面有多少，這部電影都認為人類和怪獸，更不用說具有不同價值觀的人類必須學會共同生活，而這一訊息的真誠賦予了故事核心。」、 IndieWire的大衛·埃利希（David Ehrlich）稱其為一部「從頭開始充滿活力和真摯的動畫電影。」並提及該電影充分利用了動畫充滿活力的流動性，但提及到主要角色的塑造並未能達到應有的強烈共鳴。The Hollywood Handle
的里卡多·艾馬爾（Ricardo Aimar）稱其為「充滿動感、引人入勝且可愛的故事」，並稱該作品「不僅會取悅粉絲，還會影響之前從未接觸過以前超人力霸王內容的客群」。
Paste的伊利亞·岡薩雷斯（Elijah Gonzalez）表示：主題也有凝聚力，但它從未完全達到它想要的情感破壞的程度，但這部電影仍有可看之處，並且非常適合觀看該系列觀眾的獨立故事。But Why Tho?的凱特 ·桑切斯則提出，該電影極其特殊的方式平衡養育子女的情感衝擊。並利用多個層次充分利用了動畫媒體，其中包括敘事平衡和探索。展示了瞭如何利用對媒體多樣性的理解來創作「年度最佳動畫電影」。《南華早報》的詹姆斯·馬什（James Marsh）提出《ULTRAMAN：崛起》是對日本超級英雄的魅力詮釋，電影中具備包容性、適合家庭的基調，使其成為年輕觀眾的完美入門體驗。

### 榮譽
| 獎項   | 日期         | 類別             | 提名               | 結果 | 參考   |
| ------ | ------------ | ---------------- | ------------------ | ---- | ------ |
| 安妮獎 | 2025年2月8日 | 最佳動畫片獎     | 《ULTRAMAN：崛起》 | 提名 | [ 40 ] |
| 安妮獎 | 2025年2月8日 | 最佳視覺效果     | 《ULTRAMAN：崛起》 | 提名 | [ 40 ] |
| 安妮獎 | 2025年2月8日 | 最佳動畫製作設計 | 《ULTRAMAN：崛起》 | 提名 | [ 40 ] |
| 安妮獎 | 2025年2月8日 | 長編作品編輯     | 《ULTRAMAN：崛起》 | 提名 | [ 40 ] |

## 續集
2024年6月，導演夏儂在接受專訪時，表示對製作兩部續集的積極態度：「我可以告訴你，我們還有兩部電影的構思，而且對於這兩部電影的具體內容也有明確的計劃。我能說的是，無論是超人力霸王的情感和內心的粉絲，還是對超人力霸王一無所知的人，如果我們能製作這樣的電影，他們都會感到驚喜，而骨灰級的粉絲也會樂在其中。因為在這部電影中，有一個尚未深入探討的元素。所以，大家可以自由地猜測那會是什麼。」

## 外部連結
- 在Netflix上觀看《ULTRAMAN：崛起》
- 圓谷製作《超人力霸王系列》官方網站 （页面存档备份，存于）（日語）
- 《超人力霸王系列》官方推特 （页面存档备份，存于）（日語）
- 《ULTRAMAN：崛起》Netflix媒體中心的資訊
- 爛番茄上《ULTRAMAN：崛起》的資料（英文）
- 互联网电影数据库（IMDb）上《ULTRAMAN：崛起》的资料（英文）